# 14 octobre 1975
Le mardi 14 octobre 1975 est le 287e jour de l'année 1975.

## Naissances
- Brandon Slay, lutteur américain
- Carlos Spencer, joueur de rugby néo-zélandais
- Cristian Bianchini, cycliste italien
- Floyd Landis, coureur cycliste américain
- Hey Puthong, champion de boxe khmère
- Iván Parra, coureur cycliste colombien
- Joan Condijts, journaliste et auteur belge
- Kristina Quintano, autrice, traductrice, éditrice et militante pour les droits de l'homme
- Mark Siebeck, joueur de volley-ball allemand
- Markus Leminen, patineur artistique finlandais
- Michael Duberry, footballeur anglais
- Pascal Jaubert, acteur et scénariste pour la télévision et le cinéma
- Pete Vandermeer, joueur de hockey sur glace canadien
- Shaznay Lewis, chanteuse britannique
- Sofiane Allouache, boxeur français
- Sofie Staelraeve, politicien belge
- Sophie Swaertvaeger, cycliste française
- Taeko Ishikawa, joueuse de softball japonaise
- Tanja Morel, skeletoneuse suisse

## Décès
- Gustave Mentré (né le 18 juillet 1909), officier général de l'armée de l'Air française
- Manuel López Llamosas (né le 1er mai 1900), joueur de football espagnol

## Événements
- Découverte de (4880) Tovstonogov
- En Espagne, une attaque terrasse le Caudillo. Son entourage, devant l’incertitude de sa succession, tente de le prolonger médicalement.
- Découverte de la grotte du soldat en Crimée
- Création de l'hôpital Jean-Verdier à Bondy